# Zirc
Zirc – miasto na Węgrzech w Komitacie Veszprém, liczące 7082 mieszkańców (styczeń 2011).

## Zabytki i atrakcje turystyczne
Znajduje się tu zabytkowe opactwo cystersów oraz arboretum (Zirci Arborétum Természetvédelmi Terület).

## Miasta partnerskie
- Baraolt
- Nivala
- Pohlheim